# Folgarida
Folgarida (sprich Folgárida) ist ein Wintersportgebiet und eine Fraktion der italienischen Gemeinde (comune) Dimaro Folgarida im Val di Sole, im Trentino. Der Ortsname Folgarida leitete sich vom Lateinischen filicaretum ab und bedeutet „Ort der Farne“.
Folgarida liegt auf 1310 m s.l.m. Ab 1965 wurden mehrere Skilifte angelegt, aus denen im Laufe der Zeit das Skigebiet Folgarida-Marilleva mit über 20 Aufstiegsanlagen und mehr als 30 Pisten entstand. Letzteres ist mit Madonna di Campiglio verbunden.